# Jos Albert
Pour les articles homonymes, voir Joseph Albert.
Jos Albert, né à Bruxelles le 22 mai 1886 et mort à Uccle le 8 octobre 1981, est un peintre et dessinateur belge, aquafortiste et académicien.

## Biographie

### Sa formation
C’est en cours du soir, à l'académie de Saint-Josse-ten-Noode, de 1903 à 1912 que Jos Albert apprend son métier de peintre. Il y reçoit une médaille d'Or pour le cours d'après modèle vivant. Il suit ensuite une formation à l’Académie libre L’Effort et chez Albert Crommelynck, frère du dramaturge Fernand Crommelynck, où il rencontre les peintres Auguste Oleffe et Ferdinand Schirren.
Dès 1912, Albert participe également au cercle Doe Stil Voort à Bruxelles.
Ses débuts sont marqués par l’impressionnisme et le fauvisme.

### Sa périodeFauve brabançon
« Son chef-d’œuvre, réalisé en 1914, Intérieur également intitulé Le Déjeuner ou Le repas servi constitue l’une des toiles "phare" des œuvres produites par ces peintres de la périphérie bruxelloise que Paul Fierens désignera sous le nom de Fauves brabançons », estime Christian Desclez, administrateur du cercle artistique communal de Waterloo.
Très représentative de la manière de peindre de ces artistes ainsi nommés, cette toile de grand format, aux couleurs pures sera régulièrement montrée dans les expositions consacrées au Fauvisme brabançon. Cette œuvre incarne cet intimisme autochtone qui privilégie les intérieurs domestiques et les scènes familiales avec, ici, ses modèles favoris : Louise, la femme et Émile, le fils de l'artiste, à l'instar de cette autre œuvre intimiste d’Éliane de Meuse, Les pantoufles rouges, présentée dans cette même exposition où l'on observe cette fois une scène d'intérieur où sont montrés quelques objets familiers provenant de l'atelier de l'artiste comme ce masque semblant sorti tout droit de l'iconographie d'Ensor.
La toile Intérieur montre bien l’incidence de l'art de Schirren et de Rik Wouters alors considéré comme le chef de file de ce mouvement, sur le travail de Jos Albert mais, qui peint davantage à la manière d'un Jean Brusselmans, à l’aide d’une palette plus ferme et plus construite que celles de ces deux artistes influencés par Cézanne et ses enseignements.
Quant à Paul Colin, il avait remarqué que Jos Albert, comme ses camarades avait le fétichisme de la couleur pure et la volonté de saisir jusque dans leurs outrances les réactions de la lumière mais ne cherchait pas comme plusieurs d’entre eux, la simplification des plans et des grandes masses colorées, les reflets ardents, tout ce qui anime la matière et la modèle, restitue à la forme son frémissement et sa flamme. Inconsciemment il portait en lui l’amour du travail appuyé, de l’analyse, de la calligraphie.
En 1914, invité par Octave Maus, Jos Albert participe au dernier Salon de la Libre Esthétique à Bruxelles. Au lendemain de la guerre, il séjourne trois mois à Paris et ne peut cacher son admiration pour Cézanne et Van Gogh.
C'est vers 1917 que son art commence à s'imposer et qu'une importante exposition lui sera consacrée à la galerie Giroux relève Philippe Robert-Jones.
Autour des années 1920, la palette d’Albert s’assombrit au contact du cubisme, s’aventurant même dans quelques velléités futuristes.

### Sa période réaliste bruegélienne
En 1923, la galerie bruxelloise Le Centaure expose des œuvres au réalisme minutieux à la manière des maîtres anciens d’autrefois de tradition flamande issue de Pieter Aertsen et de Joachim Beuckelaer, paysages qui se situent dans la lignée de Bruegel, manière de peindre à laquelle, cette fois, il restera fidèle jusqu’à sa mort.
Jos Albert est alors, avec toutes ses nuances personnelles, le représentant belge de la Neue Sachlichkeit (Nouvelle Objectivité) et du réalisme magique. 

### Distinctions
En 1938, il est nommé membre de la Commission du Musée d'Art Moderne de Bruxelles. 
Le 4 janvier 1973, il est élu correspondant de la classe des Beaux-Arts de l'Académie royale des Sciences, des Lettres et des Beaux-Arts de Belgique dont il devient membre le 6 janvier 1977. 
En 1977, une exposition Hommage à Jos Albert est organisée aux Musées royaux des beaux-arts de Belgique, précise encore le Grand Larousse encyclopédique.
Créé en 1981, le Prix Jos Albert est destiné à encourager annuellement l'œuvre d'un artiste plasticien de tendance figurative ressortissant d'un pays de l'Union européenne ou domicilié en Belgique.

## Expositions
- Galerie Georges Giroux, Bruxelles, Belgique, 1917
- Le fauvisme brabançon, Crédit communal de Belgique, Bruxelles, Belgique, 12.05.1979-24.06.1979
- L'impressionnisme et le Fauvisme en Belgique, Musée communal d'Ixelles, Bruxelles, Belgique, 12.10.1990-16.12.1990
- Le fauvisme brabançon (la Collection Van Haelen), au Tutesall à Luxembourg, Luxembourg - 14.10.1995-05.11.1995
- Le fauvisme brabançon, Cercle artistique communal de Waterloo, Waterloo, Belgique, 14.09.1996-27.10.1996
- Les réalismes, Beaubourg, Centre Georges Pompipou, Paris, France, 17.12.1980-20.4.1981

## Œuvres réputées
- Verger en fleurs, 1910
- Intérieur ou Le Déjeuner, 1914, Musée communal des Beaux-Arts d’Ixelles, Bruxelles, Belgique
- Nature morte aux poissons, 1922, Musée de Grenoble, France
- L'abondance, 1925 Musées royaux des beaux-arts de Belgique, Bruxelles, catalogue inventaire de la peinture moderne p.6 - n° inv. 4836[11]
- Le potager, 1927, Musées royaux des beaux-arts de Belgique, Bruxelles, catalogue inventaire de la peinture moderne p.7 - n° inv. 4674[12]
- Portrait de famille, 1928
- Portrait de René Lyr, 1928, Musées royaux des beaux-arts de Belgique, Bruxelles, catalogue inventaire de la peinture moderne p.7 - n° inv. 8710[13]. Tableau dédicacé A mon ami, René Lyr, Jos. Don de Monsieur Claude Lyr, le fils du modèle et de sa famille.
- Paysage brabançon, 1929, Musée des beaux-arts de Gand, Belgique
- Tombée du jour en Brabant, 1939, Musées royaux des beaux-arts de Belgique, Bruxelles, catalogue inventaire de la peinture moderne p.7 - n° inv. 6196[14]
- Le mur, 1963-64